# Franjo Džakula
Franjo Džakula  (Pješivac, Stolac, 1946.) je hrvatski i bosanskohercegovački pjesnik.

## Životopis
Franjo Džakula, hrvatski književnik
Franjo Džakula rođen je 27. studenoga 1946. u Pješivcu, općina Stolac, Bosna i Hercegovina. Godine 1948. donesen je u selo Strizivojnu gdje završava prva četiri razreda osnovne škole, a druga četiri razreda završava u susjednom Vrpolju. Na Pedagoškoj akademiji u Slavonskom Brodu diplomirao je ruski jezik. Gotovo cijeli radni vijek vezan je za Osnovnu školu “Ivan Goran Kovačić“ u Đakovu gdje trenutno obavlja dužnost voditelja Osnovne glazbene škole.
Od rane mladosti piše uglavnom poeziju, prevodi s ruskog jezika. Objavio je i nekolicinu kratkih priča u periodičnim časopisima i godišnjacima. Poeziju objavljuje u knjigama tek krajem prošlog stoljeća. U nakladi Matice hrvatske Vinkovci izlazi mu prva knjiga pod imenom Razglednice i pogovorom književnice Vlaste Markasović.
Koautor je knjige S dragih nam polja koja je posvećena dolasku Ivana Pavla II. u Đakovo i knjige Dragutin Tadijanović u Đakovu, zajedno s književnikom Mirkom Ćurićem. Samostalno je obradio i uknjižio povijest Osnovne škole “Ivan Goran Kovačić“ Đakovo prigodom pedesete obljetnice. Radove objavljuje u različitim časopisima i periodikama, npr. Republika, Klasje naših ravni, brčanska Riječ, osječka Revija, Vijenac, Hrvatsko slovo itd. O njegovoj poeziji pisali su do sada dr Josip Užarević, dr Stanko Andrić, dr Goran Rem, dr Jakov Sabljić, književnica Božica Zoko…

## Djela
- Razglednice (pjesme, 1998.)
- Baštinik drveta, Đakovo, (pjesme, 2001.)
- Pisma djeteta, Đakovo, (pjesme, 2002.)
- Pjesme o sjenama, Đakovo, (pjesme, 2004.)
- U srcu modrom od godina, Đakovo, (pjesme, 2006.)
- Zrna gorušice, Đakovo, (pjesme, 2009.)
- Zapisi o zelenim slikama, Đakovo, (pjesme, 2010.)

## Vanjske poveznice
- Vlasta Markasović o pjesništvu F. Džakule